# INMT
INMT (англ. Indolethylamine N-methyltransferase) – білок, який кодується однойменним геном, розташованим у людей на 7-й хромосомі. Довжина поліпептидного ланцюга білка становить 263 амінокислот, а молекулярна маса — 28 891.
| 10         |  | 20         |  | 30         |  | 40         |  | 50         |
| ---------- |  | ---------- |  | ---------- |  | ---------- |  | ---------- |
| MKGGFTGGDE |  | YQKHFLPRDY |  | LATYYSFDGS |  | PSPEAEMLKF |  | NLECLHKTFG |
| PGGLQGDTLI |  | DIGSGPTIYQ |  | VLAACDSFQD |  | ITLSDFTDRN |  | REELEKWLKK |
| EPGAYDWTPA |  | VKFACELEGN |  | SGRWEEKEEK |  | LRAAVKRVLK |  | CDVHLGNPLA |
| PAVLPLADCV |  | LTLLAMECAC |  | CSLDAYRAAL |  | CNLASLLKPG |  | GHLVTTVTLR |
| LPSYMVGKRE |  | FSCVALEKEE |  | VEQAVLDAGF |  | DIEQLLHSPQ |  | SYSVTNAANN |
| GVCFIVARKK |  | PGP        |  |            |  |            |  |            |

A: Аланін

C: Цистеїн

D: Аспарагінова кислота

E: Глутамінова кислота

F: Фенілаланін

G: Гліцин

H: Гістидин

I: Ізолейцин

K: Лізин

L: Лейцин

M: Метіонін

N: Аспарагін

P: Пролін

Q: Глутамін

R: Аргінін

S: Серин

T: Треонін

V: Валін

W: Триптофан

Кодований геном білок за функціями належить до трансфераз, метилтрансфераз. 
Задіяний у такому біологічному процесі, як альтернативний сплайсинг. 
Білок має сайт для зв'язування з S-аденозил-L-метіоніном. 
Локалізований у цитоплазмі.